# Eventyr paa Fodrejsen (film fra 1912)
 For alternative betydninger, se Eventyr paa Fodrejsen. (Se også artikler, som begynder med Eventyr paa Fodrejsen)
Eventyr paa Fodrejsen er en dansk stum romantisk komedie-dramafilm fra 1912 produceret af Nordisk Films Kompagni og instrueret af August Blom efter manuskript af Nicolai Brechling. Handlingen er baseret på Jens Chr. Hostrups skuespil af samme navn fra 1848.
Filmen havde dansk premiere den 15. april 1912 i Kosmorama i København og blev i tysktalende lande distribueret som Ein Sommerabenteuer, i engelsktalende lande som THe Two Convicts og i fransktalende lande som Les Forçats Èvadès.

## Handling
Studenterne Lind og Beck er på vandretur i den Nordsjællandske sommer. De nyder solen, spiser æbler i vejkanten og kommer snart forbi det idylliske gods Sølyst, hvor de forelsker sig godsejerens to smukke døtre. Snart er der dog slanger i paradis, for den enfoldige bonde, de gav en skilling på vejen, er i virkeligheden en undsluppen forbryder ved navn Sorte Carl, som har skumle planer.

## Medvirkende
- Thorkild Roose, Assessor Svale, ejer til Strandbjerg
- Dagny Schyberg, Laura, Svales datter
- Zanny Petersen, Johanne, Svales broderdatter
- Frederik Christensen, Birkedommer Krans
- Henry Seemann, Ejbæk, student
- Nicolai Brechling, Hans Mortensen, kaldet Skriverhans
- Einar Zangenberg, Herløv, student
- H.C. Nilsen, Vermund, forstkandidat
- Karen Poulsen, Fru Krans
- Hr. V. Petersen, Per, en bonde